# Vinatori
Vinatori (Hongaars: Vadász) is een plaats in het Roemeense district Arad.
Vinatori telde in 2002 1258 inwoners, waarvan ongeveer een derde Hongaarstalig is.
De Belgische plaats Turnhout is een partnerstad van Vinatori.